# Ромб
Ромб (др.-греч. ῥόμβος, лат. rombus, в буквальном переводе: «бубен») — это параллелограмм, у которого все стороны равны (см. другие варианты определения).
Термин «ромб» происходит от др.-греч. ῥόμβος — «бубен». Если сейчас бубны в основном делают круглой формы, то раньше их делали как раз в форме квадрата или ромба. Поэтому название карточной масти бубны, знаки которой имеют ромбическую форму, происходит ещё с тех времён, когда бубны не были круглыми.
Слово «ромб» впервые употребляется у Герона и Паппа Александрийского.

## Свойства
- Ромб является параллелограммом, поэтому его противолежащие стороны равны и попарно параллельны: АВ || CD, AD || ВС. Противоположные углы ромба равны, а соседние углы дополняют друг друга до 180°.
- Высоты в ромбе равны между собой.
- Диагонали ромба пересекаются под прямым углом (AC ⊥ BD) и в точке пересечения делятся пополам. Тем самым диагонали делят ромб на четыре равных прямоугольных треугольника.
- Диагонали ромба являются биссектрисами его углов (∠DCA = ∠BCA, ∠ABD = ∠CBD и т. д.).
- Сумма квадратов диагоналей равна квадрату стороны, умноженному на 4 (следствие из тождества параллелограмма).
- Середины четырёх сторон ромба являются вершинами прямоугольника.
- Диагонали ромба являются осями его симметрии.
- В любой ромб можно вписать окружность, центр которой лежит на пересечении его диагоналей.
- Диагонали {\displaystyle p} и {\displaystyle q} ромба выражаются через сторону ромба {\displaystyle a} и угол {\displaystyle \alpha } между двумя смежными сторонами ромба как

{\displaystyle p=({\sqrt {1+\sin \alpha }}-{\sqrt {1-\sin \alpha }})a=2a\sin {\frac {\alpha }{2}}};
{\displaystyle q=({\sqrt {1+\sin \alpha }}+{\sqrt {1-\sin \alpha }})a=2a\cos {\frac {\alpha }{2}}}.

## Признаки
Самое общее определение: ромб — это выпуклый четырёхугольник, все стороны которого равны друг другу. Можно показать, что такой четырёхугольник является параллелограммом.
Параллелограмм {\displaystyle ABCD} является ромбом тогда и только тогда, когда выполняется хотя бы одно из следующих условий:
- Две его смежные стороны равны (отсюда следует, что все стороны равны).
- Его диагонали пересекаются под прямым углом.
- Одна из диагоналей делит содержащие её углы пополам. Другими словами, диагональ является биссектрисой противоположных углов.
- Диагонали параллелограмма делят его на четыре равных между собой треугольника.
- Диагонали параллелограмма являются осями симметрии[5].

Помимо всего, ромб можно рассматривать как частный случай дельтоида, у которого любые две смежные стороны равны между собой.

## Квадрат как частный случай ромба
Из определения квадрата, как четырёхугольника, у которого все стороны и углы равны, следует, что квадрат — частный случай ромба. Иногда квадрат определяют, как ромб, у которого все углы равны.
Однако иногда под ромбом может пониматься только четырёхугольник с непрямыми углами, то есть с парой острых и парой тупых углов.

## Уравнение ромба

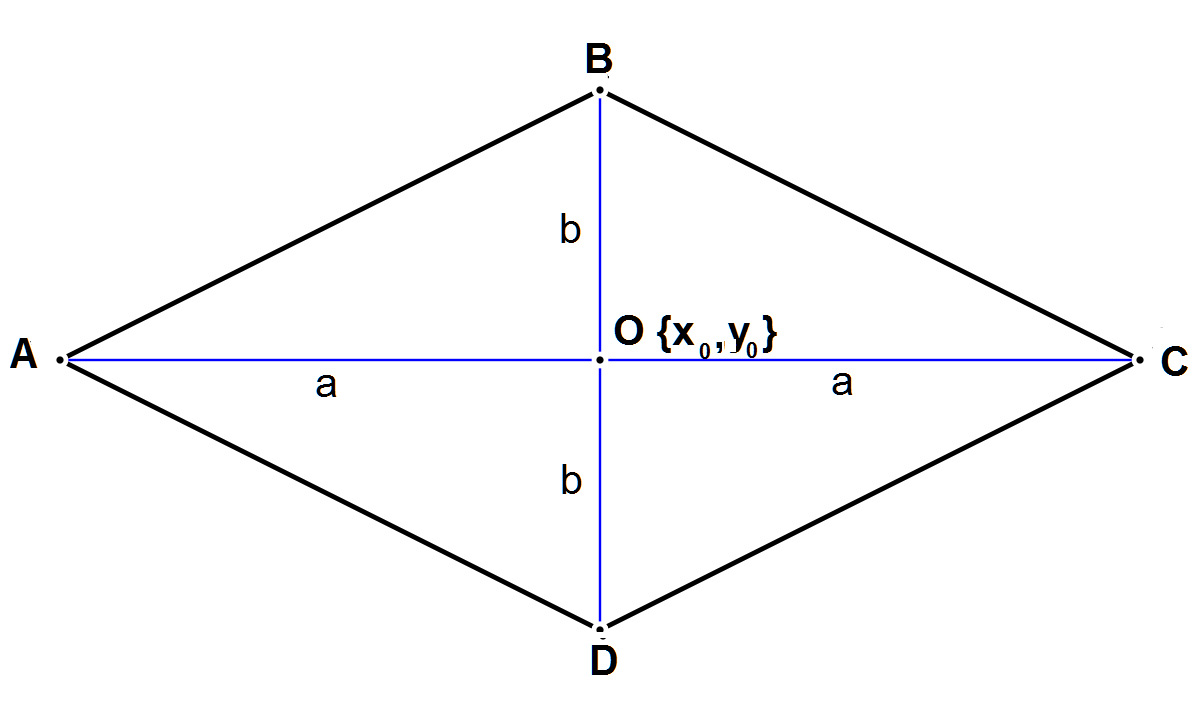
К уравнению ромба (центр в начале координат)

Уравнение ромба с центром в точке {\displaystyle \{x_{0},y_{0}\}} и диагоналями, параллельными осям координат, может быть записано в виде:
{\displaystyle {\frac {|x-x_{0}|}{a}}+{\frac {|y-y_{0}|}{b}}=1,}
где {\displaystyle a,b} — половины длин диагоналей ромба по осям {\displaystyle X,Y} соответственно.
Длина стороны ромба равна {\displaystyle {\sqrt {a^{2}+b^{2}}}.} Площадь ромба равна {\displaystyle 2ab.} Левый угол ромба рассчитывается по формуле:
{\displaystyle 2\operatorname {arctg} {\frac {b}{a}}}
Второй угол дополняет его до 180°.
В случае a = b уравнение отображает повёрнутый на 45° квадрат:
{\displaystyle |x-x_{0}|+|y-y_{0}|=a,}
где сторона квадрата равна {\displaystyle a{\sqrt {2}},} а его диагональ равна {\displaystyle 2a.} Соответственно площадь квадрата равна {\displaystyle 2a^{2}.}
Из уравнения видно, что ромб можно рассматривать как суперэллипс степени 1.

## Площадьромба
- Площадь ромба равна половине произведения его диагоналей.

{\displaystyle S={\dfrac {AC\cdot BD}{2}}}
- Поскольку ромб является параллелограммом, его площадь также равна произведению его стороны на высоту.

{\displaystyle S=a\cdot h}
- Кроме того, площадь ромба может быть вычислена по формуле:

{\displaystyle S=a^{2}\cdot \sin \alpha },
где {\displaystyle \alpha } — угол между двумя смежными сторонами ромба.
- Также площадь ромба можно рассчитать по формуле, где присутствует радиус вписанной окружности и угол {\displaystyle \alpha }:

{\displaystyle S={\dfrac {4r^{2}}{\sin \alpha }};}
- Площадь ромба равна удвоенному произведению стороны и радиуса вписанной окружности:

{\displaystyle S=2ar.}

## Радиус вписанной окружности
Радиус вписанной окружности r может быть выражен через диагонали p и q в виде:
{\displaystyle r={\frac {p\cdot q}{2{\sqrt {p^{2}+q^{2}}}}}.}

## В геральдике
Ромб является простой геральдической фигурой.

Червлёный ромб в серебряном поле
В червлёном поле 3 сквозных ромба: 2 и 1
Просверленный червлёный ромб в серебряном поле
В лазури левая перевязь, составленная из пяти вертикальных золотых ромбов

## Симметрия
Ромб симметричен относительно любой из своих диагоналей, поэтому часто используется в орнаментах и паркетах.

Ромбический орнамент
Ромбические звёзды
Более сложный орнамент
Мозаика Пенроуза

См. другие примеры на Викискладе.